# Kiriuszkino (obwód uljanowski)
Kiriuszkino (ros. Кирюшкино) – wieś (sieło) w Rosji, w obwodzie uljanowskim, w rejonie starokułatkińskim. W 2010 liczyła 372 mieszkańców, głównie Tatarów.